# La Primavera (Vichada)
Pour les articles homonymes, voir Primavera.
 (juin 2023).
Si vous disposez d'ouvrages ou d'articles de référence ou si vous connaissez des sites web de qualité traitant du thème abordé ici, merci de compléter l'article en donnant les références utiles à sa vérifiabilité et en les liant à la section « Notes et références ».
La Primavera (qui signifie littéralement "Le printemps" en espagnol) est une ville et une municipalité située dans le département de Vichada, en Colombie.

## Histoire
La Primavera a été fondée par des colonisateurs d'autres régions de Colombie le 15 juillet 1959. En 1968, La Primavera est devenue un site d'inspection de la police nationale colombienne et en 1972, elle est devenue un corregimiento.
En 1987, La Primavera est devenue une municipalité, la deuxième de l'ancien commissaire de Vichada. En 1991, le Commissariat de Vichada est devenu le Département de Vichada et La Primavera l'une de ses municipalités.[1]

## Géographie
La municipalité de La Primavera borde au nord la République bolivarienne du Venezuela avec la rivière Meta comme frontière; à l'est avec la municipalité de Puerto Carreño ; au sud avec la municipalité de Cumaribo et à l'ouest avec la municipalité de Santa Rosalia.[1]
La géographie de La Primavera est principalement plate dans le cadre de la région de l'Orinoque dans les plaines des Llanos. La région est traversée par de nombreux fleuves affluents du bassin du fleuve Meta. La municipalité a une superficie totale de 98 970 kilomètres carrés (38 213 milles carrés) et le siège de la municipalité couvre une superficie de 54 789 kilomètres carrés (21 154 milles carrés).[1]

## Climat
La Primavera a un climat de mousson tropicale (Köppen Am) avec de fortes pluies d'avril à novembre et peu ou très peu de pluie de décembre à mars.RéférencesÉconomie
L'élevage est la principale activité économique de la commune de La Primavera. L'agriculture est pratiquée à des fins de subsistance et produit principalement du coton, du maïs et de la banane plantain.[1] La municipalité développe sa pêche artisanale, commercialisant une trentaine de variétés de poissons pour l'exportation vers la capitale colombienne Bogotá. Le gouvernement étudie la possibilité d'exploiter des gisements de titane et d'explorer des gisements de pétrole.